# Gare d'Angoville-sur-Ay
La gare d'Angoville-sur-Ay était une halte ferroviaire française de la ligne de Coutances à Sottevast, située sur le territoire de la commune d'Angoville-sur-Ay, dans le département de la Manche en région Normandie.
Elle est mise en service en 1884 par la Compagnie des chemins de fer de l'Ouest. Elle est fermée au service des voyageurs en 1970 et à celui des marchandises en 1988, par la Société nationale des chemins de fer français (SNCF).

## Situation ferroviaire
Établie à 49 m d'altitude, la halte d'Angoville-sur-Ay était située au point kilométrique (PK) 34,092 de la ligne de Coutances à Sottevast entre les gares de Lessay et de La Haye-du-Puits.

## Histoire
La « halte d'Angoville-sur-Ay » est mise en service le 27 janvier 1884 par la Compagnie des chemins de fer de l'Ouest, lorsqu'elle ouvre à l'exploitation les 72 kilomètres de sa ligne à voie unique de Coutances à Sottevast.
La halte est fermée à tout trafic lors de l'arrêt du service des marchandises le 24 janvier 1988.

## Service des voyageurs
Gare fermée et désaffectée